# كليمان لينغليه
كليمان لينغليه (بالفرنسية: Clément Lenglet؛ مواليد 17 يونيو 1995) لاعب كرة قدم فرنسي يلعب مدافعًا مع نادي أتلتيكو مدريد في الدوري الإسباني، ويلعب مع منتخب فرنسا.

## مسيرته الكروية

### نانسي
ولد لينجليه في إقليم واز الفرنسي تحديدًا في مدينة بوفيه، لعب لينجليه في بدايته مع نادي نانسي الفرنسي و ظهر للمرة الأولى مع النادي الذي كان يلعب في الدوري الفرنسي الدرجة الثانية في يوم 27 سبتمبر 2019 في مباراة إنتهت بالتعادل السلبي أمام نادى ارليه اڤينيون حيث دخل الملعب كبديل في الدقيقة ال32 من عمر المباراة للاعب ريمي والتر.
شارك في 34 مباراة خلال موسم 2015-16 حيث فاز نادي نانسي بلقب الدوري الدرجة الثانية.  سجل لونجليه هدفه الأول للفريق في 29 يناير 2016 ، وتعادل في الفوز 3-1 على أرضه ضد نادي كليرمونت.
تم طرده في 12 فبراير لتلقيه خطأ حيث قام بعرقلة اللاعب سيرهو غيراسي نتج عن ذلك ان حسب الحكم ركلة جزاء على فريقه في مباراة إنتهت بالتعادل 2-2 مع نادي أوكسير.
في 25 أبريل ، سجل لينجليه ركنية التي نفذها زمليه بالفريق بينوا بيدريتي وكان هدف الفوز على نادي سوشو و التي شُهدت المواجهة في ملعب مارسيل بيكوت ، وفاز بترقية فريقه إلى الدوري 1 بعد غياب دام ثلاث سنوات للنادي.
في النصف الأول من موسم 2016-2017 ، شارك في 18 مباراة كلاعب أساسي للفريق في بطولة الدوري 1.

### إشبيلية

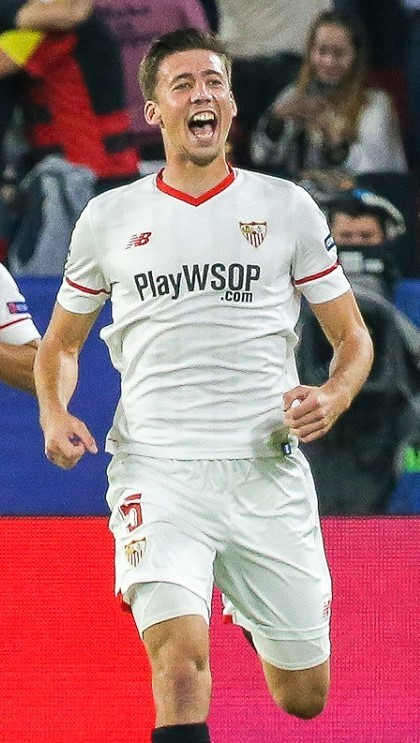
لينجليه برفقة نادي إشبيلية عام 2017

في 4 يناير 2017 ، انتقل لينجليه إلى الدوري الإسباني ، ووقع في صفقة مع نادي إشبيلية في عقد يمتد إلى حتى عام 2021. كانت تكلفة الصفقة التي دُفعت لنادي نانسي قد بلغت 5 ملايين يورو.
تم إحضاره ليحل محل مواطنه اللاعب تيموثي كولودزيتشاك ، الذي انضم إلى نادي بوروسيا مونشنغلادباخ.
ظهر لأول مرة مع نادي إشبيلية بعد ثمانية أيام في تعادل 3-3 على أرضه مع نادي ريال مدريد في دور الـ16 من بطولة كأس الملك (إجمالي النتيجة خسارة 6–3).
في 15 يناير لعب لأول مرة في الدوري الإسباني ضد نفس المنافسين في الفوز 2-1 على ملعب رامون سانشيز بيزجوان. لعب لونجليه في 17 من مباريات الدوري في النصف الثاني من الموسم.
في 19 أغسطس 2017، سجل لينجليه هدفه الأول بقميص نادي إشبيلية، وإفتح التسجيل في التعادل على أرضه بنتيجة 1-1 ضد نادي إسبانيول في أول مباراة في الموسم الجديد.
سجل هدفه الأول في المسابقات الأوروبية في 1 نوفمبر ، حيث سجل برأسه من عرضية إيفر بانيغا ليفتتح التسجيل في الفوز 2-1 على أرضه ضد نادي سبارتاك موسكو في بطولة دوري أبطال أوروبا في مرحلة المجموعات.
بعد أن كنت جزءًا من فريق إشبيلية الذي حافظ على نظافة شباكه ضد نادي مانشستر يونايتد في الدور ال16 من بطولة دوري أبطال أوروبا في مباراة الذهاب ، قامت صحيفة إي إس بي إن نوضع لونجليه في تشكيلة الأفضل في دوري أبطال أوروبا هذا الموسم.

### برشلونة
في 12 يوليو 2018 ، انضم لينجليت إلى نادي برشلونة عندما دفعت برشلونة الشرط الجزائي البالغ 35 مليون يورو.
لعب 90 دقيقة كاملة مع برشلونة حيث ساعدهم على الفوز على ناديه السابق إشبيلية 2-1 في نهائي بطولة كأس السوبر الإسباني و الفوز بالبطولة.  في 23 سبتمبر ، طُرد لينجليه في أول مباراة له في الدوري الإسباني بقميص برشلونة ضد نادي جيرونا بعد عرقلته للاعب بيري بونس.
سجل لينجليه هدف الفوز في مباراة في بطولة كأس ملك إسبانيا ضد نادي كولتورال ليونيسا في الفوز 1-0.  سجل هدفه الأول لبرشلونة في الدوري الإسباني ضد نادي ريال سوسيداد على ملعب كامب نو.  قدم تمريرة الهدف لمواطنه أنطوان جريزمان الذي سجل هدف برشلونة الأول في الفوز 3-0 على نادي إيبار خارج أرضه و الذي كان على ملعب إيبوروا في 19 أكتوبر.
سجل لينجليه هدفه الأول في بطولة دوري أبطال أوروبا للنادي في 8 أغسطس 2020 ، برأسية في الدقيقة العاشرة في الفوز 3-1 على أرضه ضد نادي نابولي في مباراة إياب دور الـ16 لنادي برشلونة في البطولة.

### توتنهام هوتسبير
في 8 يوليو 2022، أعلن نادي توتنهام هوتسبير الإنجليزي توصله لاتفاق لضم لينغليه إلى صفوفه على سبيل الإعارة.

## الإنجازات
نانسي
- دوري الدرجة الثانية الفرنسي: 2015–16[بحاجة لمصدر]

برشلونة
- الدوري الإسباني: 2018–19[20]
- كأس ملك إسبانيا: 2020–21; الوصافة: 2018–19[21]
- كأس السوبر الإسباني: 2018[22]

## وصلات خارجية
كليمان لينغليه على موقع الاتحاد الدولي (مؤرشف)  (الإنجليزية)
- كليمان لينغليه على موقع الاتحاد الأوربي (الإنجليزية)
- كليمان لينغليه على موقع رابطة كرة القدم الفرنسية للمحترفين (الإنجليزية)
- كليمان لينغليه على موقع إي إس بي إن إف سي (الإنجليزية)
- كليمان لينغليه على موقع قاعدة بيانات كرة القدم.إي يو (الإنجليزية)
- كليمان لينغليه على موقع ليكيب (الفرنسية)
- كليمان لينغليه على موقع ناشيونال فوتبول تيمز (الإنجليزية)
- كليمان لينغليه على موقع Soccerbase.com (لاعب) (الإنجليزية)
- كليمان لينغليه على موقع Soccerway.com (الإنجليزية)
- كليمان لينغليه على موقع عالم كرة القدم.نت (الإنجليزية)